# Gastrochilus calceolaris
Gastrochilus calceolaris es una especie de orquídea que se encuentra en Asia.

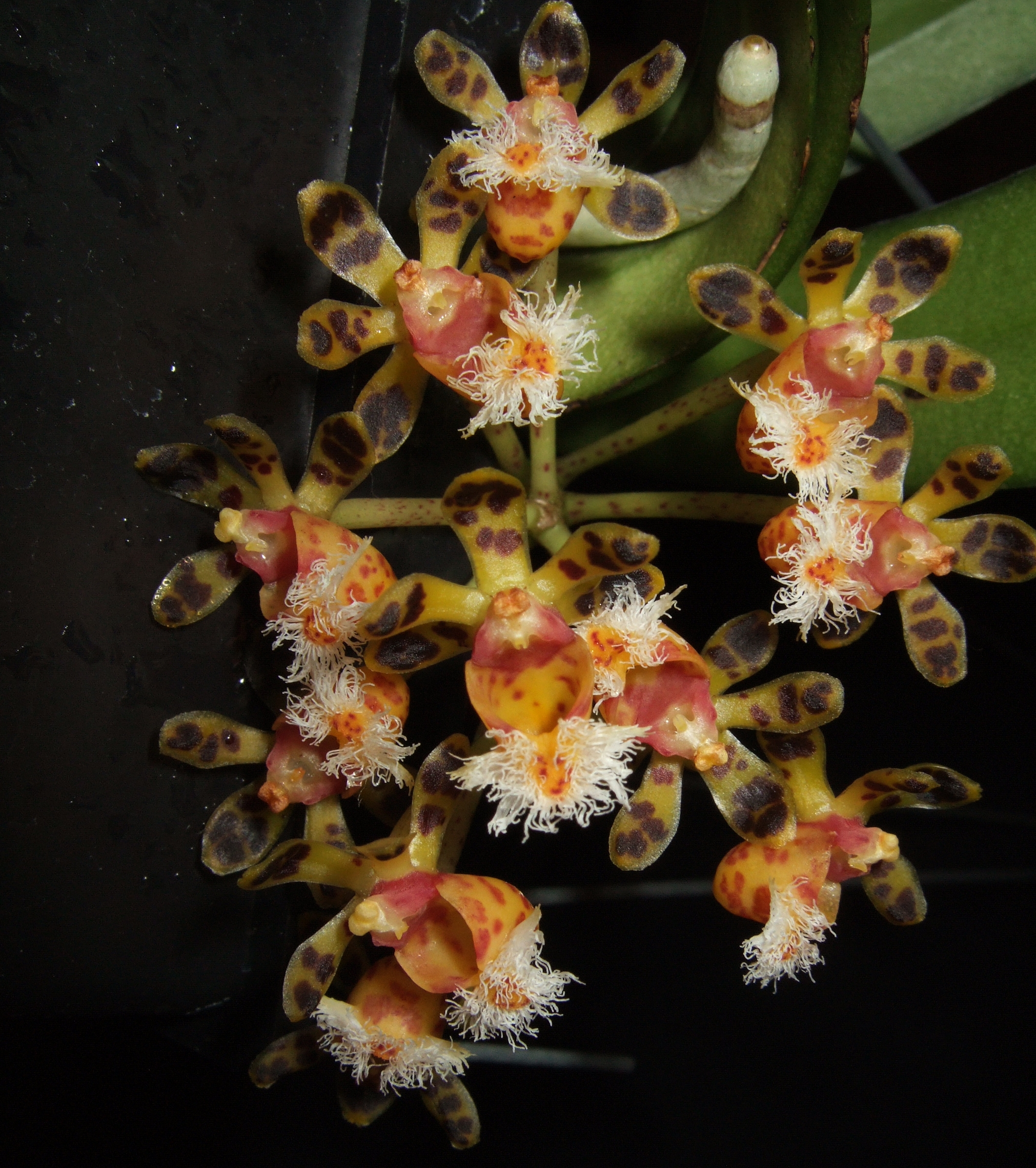
Vista de las flores

## Descripción
Es una planta pequeña a mediana, que prefiere el clima cálido, de hábitos epifitas monopodial con un tallo muy corto que lleva hojas fuertemente encorvadas, linear-lanceoladas, con el ápice agudamente desigual bilobulado. Las flores son de color crema translúcido marcado con manchas marrones oscuras. El labelo es blanco con un brillante parche central amarillo y con flecos. Las flores de las orquídeas se producen en el otoño y el invierno en una inflorescencia muy corta de 5 cm de largo, corimbosa, colgante, manchada de púrpura, gruesa y pocas flores con brácteas pequeñas que tiene flores ligeramente fragantes, flores de cera, duraderas y pubescentes.

## Distribución y hábitat
Se encuentra en Himalaya oriental, India en Assam, Nepal, Birmania, Tailandia, China en Yunnan y Hainan, Vietnam, Malasia, Borneo, Sumatra y Filipinas en bosques de tierras bajas de hoja perenne o bosques primarios montanos en elevaciones de 200 a 2300 metros. 

## Taxonomía
Gastrochilus calceolaris fue descrita por (Buch.-Ham. ex Sm.) D.Don y publicado en Prodromus Florae Nepalensis 32. 1825.
Etimología
Gastrochilus, (abreviado Gchls.): nombre genérico que deriva de la latinización de dos palabras griegas: γαστήρ, γαστρός (Gast, gasterópodos), que significa "matriz" y χειλος (Kheili), que significa "labio", refiriéndose a la forma globosa del labio.
calceolaris: epíteto latino que significa "con forma de zapato".
sinonimia
- Aerides calceolaris Buch.-Ham. ex Sm.
- Aerides leopardorum Wall. ex Hook.f.
- Epidendrum calceolare (Buch.-Ham. ex Sm.) D.Don
- Gastrochilus calceolaris var. biflora L.R.Shakya & M.R.Shrestha
- Gastrochilus philippinensis Ames
- Saccolabium calceolare (Buch.-Ham. ex Sm.) Lindl. ex Wall.
- Saccolabium calceolare (Buch.-Ham. ex Sm.) Lindl.
- Sarcochilus nepalensis Spreng.[4][5]